# Czarnowiec (osada leśna w powiecie ostrołęckim)
Czarnowiec – osada leśna w Polsce położona w województwie mazowieckim, w powiecie ostrołęckim, w gminie Rzekuń.
W latach 1975–1998 miejscowość należała administracyjnie do województwa ostrołęckiego.